# DualShock
DualShock (jap. デュアルショック Dyuarushokku) – gamepad przeznaczony dla konsoli do gier serii PlayStation, który w zależności od platformy (PlayStation, PlayStation 2, PlayStation 3 i PlayStation 4) różni się funkcjonalnością i nieznacznie wyglądem oraz charakteryzuje się systemem wstrząsów.
Kontroler posiada dwie gałki analogowe, osiem przycisków służących bezpośrednio grze (L1, L2, R1, R2, trójkąt, kółko, krzyżyk, kwadrat), dwa przyciski służące najczęściej do dodatkowych ustawień w grze bądź startowania/pauzowania gry (start i select), przycisk analog oraz pad kierunkowy.

## DualShock
DualShock – kontroler konsoli PlayStation. Na początku sprzedaży konsola była dostępna z kontrolerem pozbawionym gałek analogowych i systemu wstrząsów. Następnie wydano kontroler Dual Analog Controller, który został wyposażony w gałki analogowe, a następnie kontroler DualShock wyposażony w gałki i system wstrząsów.
Początkowo sprzedawany był jedynie w kolorze szarym, później również w innych kolorach.

## DualShock 2
DualShock 2 – kontroler konsoli PlayStation 2. W porównaniu z poprzednikiem nowością jest wyposażenie kontrolera w system wstrząsów działający z różną siłą (siła wstrząsów jest zależna od tego co w danej chwili dzieje się w grze) oraz w system wykrywania siły nacisku na poszczególne przyciski kontrolera. Dzięki temu możliwe jest np. w grach rajdowych jeżdżenie pojazdem z większą lub mniejszą stałą prędkością, która jest zależna od tego, z jaką siłą gracz wciska przycisk odpowiedzialny za zwiększenie prędkości.
Początkowo sprzedawany w kolorze czarnym, później w kolorze srebrnym (wersja „Satin Silver” konsoli) oraz różowym (wersja „Pink” konsoli).

## DualShock 3
DualShock 3 – kontroler konsoli PlayStation 3, który jest następcą kontrolera Sixaxis, posiadający w odróżnieniu od niego wyczuwalnie słabszy system wstrząsów, niż w poprzedniej odsłonie. Sixaxis ze względów prawnych nie mógł posiadać funkcji wibracji, jednak Sony dzięki porozumieniu z firmą Immersion (firma posiadającą prawa do patentu związanego z wibracjami) mogło stworzyć DualShocka 3 (czyli Sixaxisa z funkcją wibracji), jednak jego najważniejszą cechą jest możliwość łączności bezprzewodowej, wykorzystując technologię Bluetooth, a także czujnik ruchu. W wersjach oprogramowania 2.50 i wyższych DualShock 3 posiada funkcję automatycznego wyłączenia po określonym czasie bezczynności.

## DualShock 4
DualShock 4 – kontroler konsoli PlayStation 4, który w przeciwieństwie do poprzednika posiada touchpad oraz nowe przyciski: „share”, który umożliwia udostępnianie materiałów, uprzednio zarejestrowanych przez konsolę oraz „options”. Przyciski te zastąpiły dawne select i start, które były używane w poprzednikach. W porównaniu do poprzedniej generacji, gałki analogowe stały się wklęsłe, a spusty są lekko zagięte. Dodatkowo pad posiada dużą diodę z tyłu, która może wyświetlać np. poziom życia, mały głośnik nad przyciskiem PS oraz panel dotykowy, który pozwala na przykład wybrać miejsce, w które można strzelić w grach piłkarskich.

## DualSense

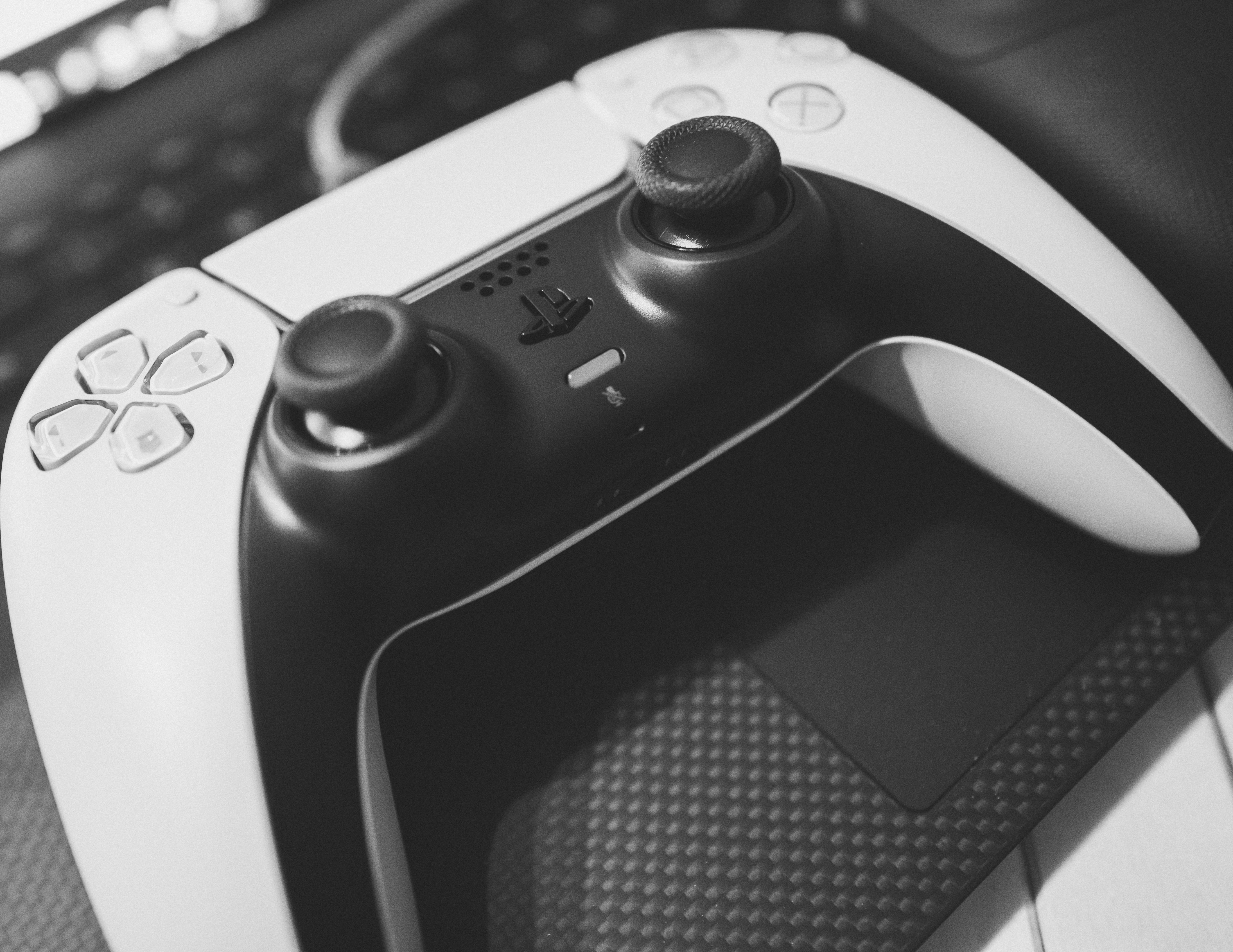
Kontroler Dualsense

DualSense – kontroler konsoli PlayStation 5, następca DualShocka 4. Kontroler został zaprezentowany 7 kwietnia 2020. Kontroler korzysta z technologii haptycznej oraz dynamicznych spustów. Dodatkowo kontroler został wyposażony w mikrofon.